# Clivia Vorrath
Clivia Vorrath, geb. Hennig (* 29. Oktober 1947 in Essen-Bredeney; † 1. April 1989 in Hamburg) war eine deutsche Malerin, Kunsterzieherin und Mitbegründerin der Produzentengalerie Hamburg. Clivia Vorrath lebte und arbeitete in Hamburg.

## Leben

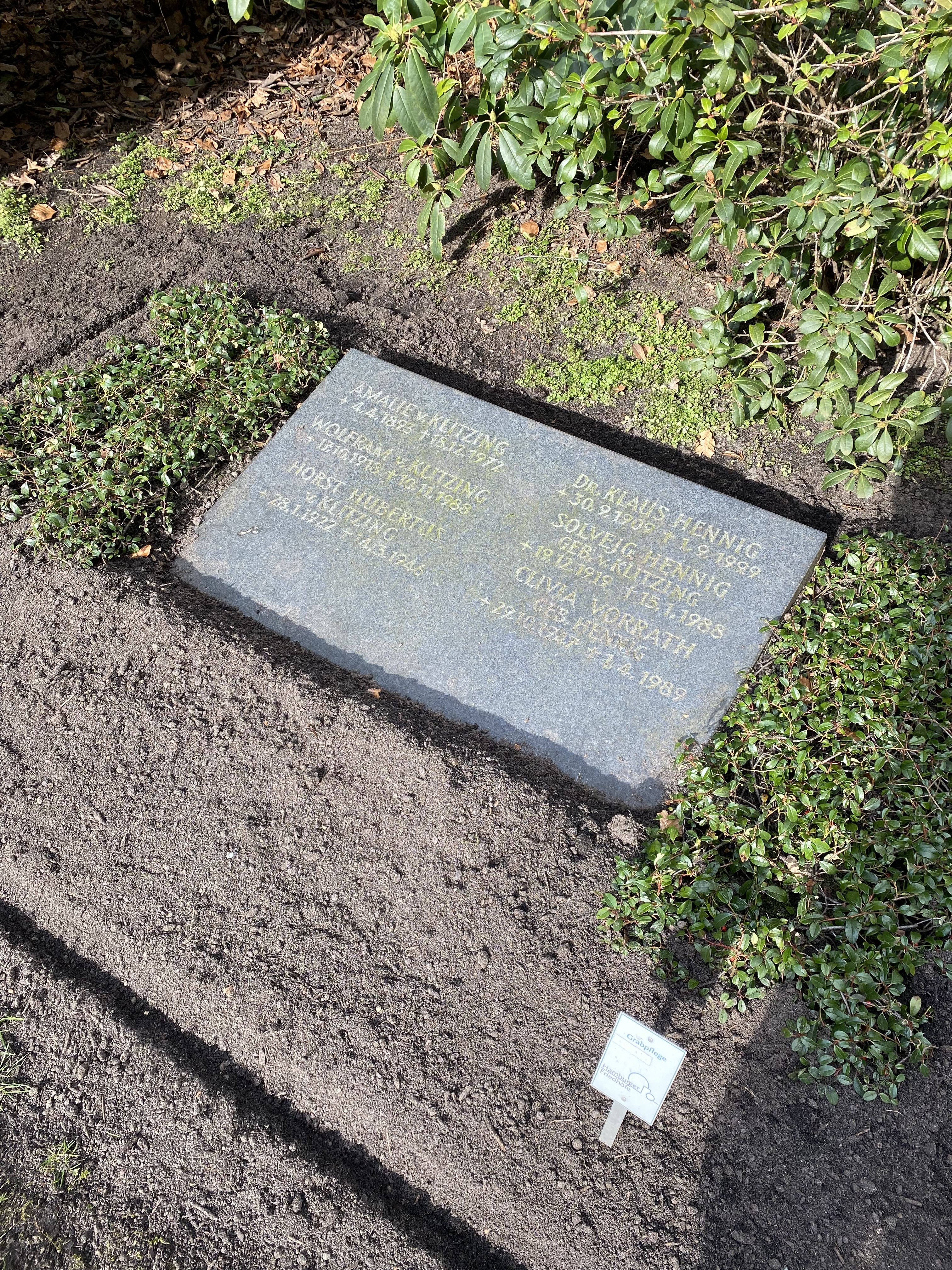
Grabstätte auf dem Friedhof Ohlsdorf im Planquadrat AA 32

Seit ihrer Hochzeit mit Jürgen Vorrath 1974 wird Clivia Vorrath unterschiedlich als Clivia Vorrath und Clivia Vorrath-Hennig benannt.
Von 1967 bis 1972 absolvierte Clivia Vorrath ihr Studium der Kunsterziehung an der Hochschule für Bildende Künste Hamburg bei Kai Sudeck und Gotthard Graubner. Seit 1973 engagierte sich Clivia Vorrath zusammen mit Jürgen Vorrath, Harald Rüggeberg, Verena Rüggeberg, Rainer Noeres, Peter Sander, Ulrich Mumm, Beate Polendt und Gustav Kluge in der Initiative zur Gründung einer Produzenten Galerie in Hamburg. 1974 bis 1976 arbeitete sie als Kunsterzieherin am Gymnasium Hartzloh. Ab 1980 war sie festes Mitglied der gegründeten Produzentengalerie Grasweg, die heute Produzentengalerie Hamburg heißt.
Seit 1979 hatte Clivia Vorrath mit einer schweren Krankheit zu kämpfen. 1982 erlitt sie einen Herzstillstand und fiel ins Koma. Am 1. April 1989 verstarb Clivia Vorrath im Haus Eichenhof in den Alsterdorfer Anstalten. Ihre letzte Ruhestätte fand sie auf dem Friedhof Ohlsdorf.

## Ausstellungen
- Clivia Vorrath - linea vlivia. Retrospektive, Kunsthaus Hamburg, Hamburg 29. September 2009 bis 8. November 2009
- linea clivia. Arbeiten aus den Jahren 1974 - 1982, Kunstmuseum Mülheim an der Ruhr, Mülheim 26. Juni 2009 bis 6. September 2009
- Aspekte der Deutschen Zeichnung, Galerie Goethe, Rotterdam 23. März 1990 bis 20. April 1990
- Goethe-Gesellschaft, Bonn
- Arbeiten 1980 - 82, Kunsthalle Hamburg, Hamburg 19. Mai 1989 bis 25. Juni 1989
- Arbeiten aus den Jahren 1972-1975, Produzentengalerie Grasweg, Hamburg 26. November 1975 bis 25. Januar 1976
- Museum für Kunst und Gewerbe Hamburg 1972

## Ausstellungskataloge
- linea clivia, mit Texten von Klaus Theweleit und Rainer Metzger, herausgegeben von Liane von Schweinitz und Gustav Kluge, Kerber-Verlag, ISBN 978-3-86678-308-9.
- Goethe-Institut Rotterdam (Hrsg.), Aspekte der Deutschen Zeichnung, Rotterdam 1990.
- Hamburger Kunsthalle (Hrsg.), Clivia Vorrath. Arbeiten 1980 - 82, Hamburg 1989.
- Produzentengalerie Grasweg (Hrsg.), Clivia Vorrath-Henning, Hamburg 1975.